# Collegio di Rochester and Strood
Rochester and Strood è un collegio elettorale inglese rappresentato alla camera dei Comuni del parlamento del Regno Unito. Elegge un membro del parlamento con il sistema maggioritario a turno unico; l'attuale parlamentare è Lauren Edwards del Partito Laburista, che rappresenta il collegio dal 2024.

## Descrizione

Il collegio di Rochester and Strood dal 2010 al 2024

Il collegio di Rochester and Strood è situato nel Kent settentrionale presso l'estuario del fiume Medway, col fiume Tamigi nella parte confinante a nord. Esso è incentrato sui villaggi di Chatham, Rochester e Strood e sui villaggi dell'area rurale di Strood nonché sulla penisola di Hoo. Per queste conurbazioni solitamente si usa il termine di Medway Towns e costituisce la più grande conurbazione dell'Inghilterra sud-est all'infuori di Londra.
Il centro del villaggio di Chatham è un importante centro commerciale nella sub-regione. Rochester e Strood sono invece ricche di uffici, aree residenziali e negozi, nonché hotels, ristoranti e luoghi storici.
Dal 2024 il collegio comprende i seguenti ward del borgo di Medway: All Saints; Chatham Central and Brompton; Cuxton, Halling and Riverside; Fort Pitt; Hoo St Werburgh and High Halstow; Rochester East and Warren Wood; Rochester West and Borstal; St Mary’s Island; Strood North and Frindsbury; Strood Rural; Strood West e una piccola parte di Gillingham North.

## Storia
Il collegio parlamentare di Rochester è databile per la prima volta al XVI secolo ma ha subito numerosi cambiamenti nel corso del XX secolo. Nel 1918 essa venne diviso tra Chatham, Gillingham e la "vecchia" area rurale di Medway. Il seggio di Chatham divenne Rochester and Chatham nel 1950, e quindi Medway nel 1983. Quando i comuni di Rochester upon Medway e Gillingham vennero uniti a formare il più grande Borough di Medway nel 1998, il collegio parlamentare di Medway copriva solo parte dell'attuale nuovo borough; dalle elezioni del 2010 è stato rinominato Rochester and Strood.

## Membri del parlamento
| Elezione | Elezione | Deputato       | Partito      |
| -------- | -------- | -------------- | ------------ |
|          | 2010     | Mark Reckless  | Conservatore |
|          | 2014 (S) | Mark Reckless  | UKIP         |
|          | 2015     | Kelly Tolhurst | Conservatore |
|          | 2024     | Lauren Edwards | Laburista    |

## Risultati elettorali

### Elezioni negli anni 2020
| Partito                    | Partito                                           | Candidato                  | Risultati 4 luglio 2024 | Risultati 4 luglio 2024 |
| Partito                    | Partito                                           | Candidato                  | Voti                    | %                       |
| -------------------------- | ------------------------------------------------- | -------------------------- | ----------------------- | ----------------------- |
|                            | Laburista                                         | Lauren Edwards             | 15 403                  | 36,16                   |
|                            | Conservatore                                      | Kelly Tolhurst             | 12 473                  | 29,28                   |
|                            | Reform UK                                         | Daniel Dabin               | 9 966                   | 23,40                   |
|                            | Verde                                             | Cat Jamieson               | 2 427                   | 5,70                    |
|                            | Lib Dem                                           | Graham Colley              | 1 894                   | 4,45                    |
|                            | Workers                                           | John Innes                 | 245                     | 0,58                    |
|                            | Heritage                                          | Peter Burch                | 190                     | 0,45                    |
|                            |                                                   |                            |                         |                         |
| Iscritti                   | Iscritti                                          | Iscritti                   | 74 257                  | 100,00                  |
| ↳ Votanti (% su iscritti)  | ↳ Votanti (% su iscritti)                         | ↳ Votanti (% su iscritti)  | 42 598                  | 57,37                   |
| ↳ Astenuti (% su iscritti) | ↳ Astenuti (% su iscritti)                        | ↳ Astenuti (% su iscritti) | 31 659                  | 42,63                   |
|                            |                                                   |                            |                         |                         |
|                            | Esito: collegio passa da Conservatore a Laburista |                            |                         |                         |

### Elezioni negli anni 2010
| Partito                    | Partito                                   | Candidato                  | Risultati 12 dicembre 2019 | Risultati 12 dicembre 2019 |
| Partito                    | Partito                                   | Candidato                  | Voti                       | %                          |
| -------------------------- | ----------------------------------------- | -------------------------- | -------------------------- | -------------------------- |
|                            | Conservatore                              | Kelly Tolhurst             | 31 151                     | 59,99                      |
|                            | Laburista                                 | Teresa Murray              | 14 079                     | 27,11                      |
|                            | Lib Dem                                   | Graham Colley              | 3 717                      | 7,16                       |
|                            | Verdi                                     | Sonia Hyner                | 1 312                      | 2,53                       |
|                            | UKIP                                      | Roy Freshwater             | 1 080                      | 2,08                       |
|                            | Indipendente                              | Chris Spalding             | 587                        | 1,13                       |
|                            |                                           |                            |                            |                            |
| Iscritti                   | Iscritti                                  | Iscritti                   | 85 056                     | 100,00                     |
| ↳ Votanti (% su iscritti)  | ↳ Votanti (% su iscritti)                 | ↳ Votanti (% su iscritti)  | 51 926                     | 61,05                      |
| ↳ Astenuti (% su iscritti) | ↳ Astenuti (% su iscritti)                | ↳ Astenuti (% su iscritti) | 33 130                     | 38,95                      |
|                            |                                           |                            |                            |                            |
|                            | Esito: collegio confermato a Conservatore |                            |                            |                            |

| Partito                    | Partito                                   | Candidato                  | Risultati 8 giugno 2017 | Risultati 8 giugno 2017 |
| Partito                    | Partito                                   | Candidato                  | Voti                    | %                       |
| -------------------------- | ----------------------------------------- | -------------------------- | ----------------------- | ----------------------- |
|                            | Conservatore                              | Kelly Tolhurst             | 29 232                  | 54,37                   |
|                            | Laburista                                 | Teresa Murray              | 19 382                  | 36,05                   |
|                            | UKIP                                      | David Allen                | 2 893                   | 5,38                    |
|                            | Lib Dem                                   | Bart Ricketts              | 1 189                   | 2,21                    |
|                            | Verdi                                     | Sonia Hyner                | 781                     | 1,45                    |
|                            | Cristiani                                 | Steve Benson               | 163                     | 0,30                    |
|                            | Indipendente                              | Primerose Chiguri          | 129                     | 0,24                    |
|                            |                                           |                            |                         |                         |
| Iscritti                   | Iscritti                                  | Iscritti                   | 82 703                  | 100,00                  |
| ↳ Votanti (% su iscritti)  | ↳ Votanti (% su iscritti)                 | ↳ Votanti (% su iscritti)  | 53 840                  | 65,10                   |
| ↳ Astenuti (% su iscritti) | ↳ Astenuti (% su iscritti)                | ↳ Astenuti (% su iscritti) | 28 863                  | 34,90                   |
|                            |                                           |                            |                         |                         |
|                            | Esito: collegio confermato a Conservatore |                            |                         |                         |

| Partito                    | Partito                                      | Candidato                  | Risultati 7 maggio 2015 | Risultati 7 maggio 2015 |
| Partito                    | Partito                                      | Candidato                  | Voti                    | %                       |
| -------------------------- | -------------------------------------------- | -------------------------- | ----------------------- | ----------------------- |
|                            | Conservatore                                 | Kelly Tolhurst             | 23 142                  | 44,07                   |
|                            | UKIP                                         | Mark Reckless              | 16 009                  | 30,48                   |
|                            | Laburista                                    | Naushabah Khan             | 10 396                  | 19,80                   |
|                            | Verdi                                        | Clive Gregory              | 1 516                   | 2,89                    |
|                            | Lib Dem                                      | Prue Bray                  | 1 251                   | 2,38                    |
|                            | TUSC                                         | Dan Burn                   | 202                     | 0,38                    |
|                            |                                              |                            |                         |                         |
| Iscritti                   | Iscritti                                     | Iscritti                   | 78 791                  | 100,00                  |
| ↳ Votanti (% su iscritti)  | ↳ Votanti (% su iscritti)                    | ↳ Votanti (% su iscritti)  | 52 516                  | 66,65                   |
| ↳ Astenuti (% su iscritti) | ↳ Astenuti (% su iscritti)                   | ↳ Astenuti (% su iscritti) | 26 275                  | 33,35                   |
|                            |                                              |                            |                         |                         |
|                            | Esito: collegio passa da UKIP a Conservatore |                            |                         |                         |

| Partito                    | Partito                                      | Candidato                  | Risultati 20 novembre 2014 | Risultati 20 novembre 2014 |
| Partito                    | Partito                                      | Candidato                  | Voti                       | %                          |
| -------------------------- | -------------------------------------------- | -------------------------- | -------------------------- | -------------------------- |
|                            | UKIP                                         | Mark Reckless              | 16 867                     | 42,10                      |
|                            | Conservatore                                 | Kelly Tolhurst             | 13 947                     | 34,81                      |
|                            | Laburista                                    | Naushabah Khan             | 6 713                      | 16,76                      |
|                            | Verdi                                        | Clive Gregory              | 1 692                      | 4,22                       |
|                            | Lib Dem                                      | Geoff Juby                 | 349                        | 0,87                       |
|                            | Monster Raving Loony                         | Hairy Knorm Davidson       | 151                        | 0,38                       |
|                            | Indipendente                                 | Stephen Goldsborough       | 69                         | 0,17                       |
|                            | People Before Profit                         | Nick Long                  | 69                         | 0,17                       |
|                            | BNP                                          | Jayda Fransen              | 56                         | 0,14                       |
|                            | Indipendente                                 | Mike Barker                | 54                         | 0,13                       |
|                            | Indipendente                                 | Charlotte Rose             | 43                         | 0,11                       |
|                            | Patriotic Socialist Party                    | Dave Osborn                | 33                         | 0,08                       |
|                            | Indipendente                                 | Christopher Challis        | 22                         | 0,05                       |
|                            |                                              |                            |                            |                            |
| Iscritti                   | Iscritti                                     | Iscritti                   | 79 179                     | 100,00                     |
| ↳ Votanti (% su iscritti)  | ↳ Votanti (% su iscritti)                    | ↳ Votanti (% su iscritti)  | 40 065                     | 50,60                      |
| ↳ Astenuti (% su iscritti) | ↳ Astenuti (% su iscritti)                   | ↳ Astenuti (% su iscritti) | 39 114                     | 49,40                      |
|                            |                                              |                            |                            |                            |
|                            | Esito: collegio passa da Conservatore a UKIP |                            |                            |                            |

| Partito                    | Partito                                         | Candidato                  | Risultati 6 maggio 2010 | Risultati 6 maggio 2010 |
| Partito                    | Partito                                         | Candidato                  | Voti                    | %                       |
| -------------------------- | ----------------------------------------------- | -------------------------- | ----------------------- | ----------------------- |
|                            | Conservatore                                    | Mark Reckless              | 23 604                  | 49,20                   |
|                            | Laburista                                       | Teresa Murray              | 13 651                  | 28,46                   |
|                            | Lib Dem                                         | Geoff Juby                 | 7 800                   | 16,26                   |
|                            | Democratici                                     | Ron Sands                  | 2 182                   | 4,55                    |
|                            | Verdi                                           | Simon Marchant             | 734                     | 1,53                    |
|                            |                                                 |                            |                         |                         |
| Iscritti                   | Iscritti                                        | Iscritti                   | 73 915                  | 100,00                  |
| ↳ Votanti (% su iscritti)  | ↳ Votanti (% su iscritti)                       | ↳ Votanti (% su iscritti)  | 47 971                  | 64,90                   |
| ↳ Astenuti (% su iscritti) | ↳ Astenuti (% su iscritti)                      | ↳ Astenuti (% su iscritti) | 25 944                  | 35,10                   |
|                            |                                                 |                            |                         |                         |
|                            | Esito: collegio a Conservatore (nuovo collegio) |                            |                         |                         |